# Демоспонгија
Демоспонгија (лат. Demospongia) су сунђери са леукоидном грађом и скелетом од силицијум-диоксида или спонгина, а постоје и неки код којих су присутне обе врсте скелета. Има чак и врста које су без скелета, али се за једне од њих сматра да су настале од сунђера са скелетом, док се за друге сматра да су без скелета исто као и преци од којих су настале. Међу демоспонгиама има и морских и слатководних сунђера.

## Класификација групе
Класа демоспонгиа дели се на поткласе:
1. тетрактинелида (Tetractinellida) којој припадају родови:
- геодија (Geodia)
- хондрозија (Chondrosia)
- оскарела (Oscarella) и др.

2. монаксодина (Monaxodina), која се дели на два реда:
- хаплосклерина (Haplosclerina), који обухвата и слатководне сунђере међу којима је најпознатији род спонгила (Spongilla);
- хадромерина (Hadromerina), у који се убрајају врло чести родови:

- тетја (Tethya)
- суберитес (Suberites)
- клиона (Cliona)

3. кератоза (Keratoza), чији је скелет изграђен само од спонгина; овој поткласи припада и вероватно најпознатији сунђер који се раније користио за брисање табле обичан сунђер (Euspongia officinalis); у Јадранском мору живе родови:
- аплизинија (Aplysinia)
- хипоспонгиа (Hippospongia)
- ирцинија (Ircinia)